# Beta-glucuronidasi
Le beta-glucuronidasi sono enzimi membri della famiglia delle glicosidasi  che catalizzano la trasformazione dei carboidrati complessi. 
La β-glucuronidasi umana è un tipo di glucuronidasi (un membro della famiglia glicosidasi che catalizza l'idrolisi dei residui di acido β-D-glucuronico dall'estremità non riducente dei mucopolisaccaridi (chiamati anche glicosaminoglicani) come ad esempio l'eparan solfato. 
La β-glucuronidasi umana si trova nel lisosoma. Nell'orletto a spazzola dell'intestino l'enzima converte la bilirubina coniugata nella forma non coniugata per il riassorbimento. La β-glucuronidasi è presente anche nel latte materno e contribuisce al manifestarsi dell'ittero neonatale.

## Struttura
La β-glucuronidasi umana è sintetizzata come un monomero di 80 kDa (653 amminoacidi) prima che una proteolisi rimuova 18 amminoacidi dall'estremità C-terminale per formare un monomero di 78 kDa. 
La β-glucuronidasi esiste come un omotetramero di 332 kDa. La β-glucuronidasi umana contiene diverse formazioni strutturali importanti, tra cui un tipo di barile (β-barrel) noto come barile "jelly roll" ed un barile TIM.
Prodotta dai lisosomi di qualsiasi cellula, si trova in alte concentrazioni nelle zone necrotiche di tumori estesi, caratterizzate all'esame chimico-istologico da variazioni dei normali livelli anche di altri enzimi (fosfatasi, esterasi non specifiche). È utilizzata per modificare l'assorbimento e l'azione locale e sistemica di farmaci a base di glucoronide, tra i quali agenti anticancro. 
Studi più estesi sul collegamento, ad oggi non ancora chiarito, e rilevabile all'esame chimico-istologico fra alcuni enzimi e alcuni tipi di tumore, furono condotti da: Barry Goldin negli anni 1980 per gli enzimi beta-glucuronidase, nitroreduttasi, azoreduttsasi, e lo steroide 7-alpha-deidroxilasi; e dal Dr. Gunnar Johansson negli anni 1990 sugli stessi enzimi, cui aggiunse beta-glucosidasi e la sulfatasi.

## Meccanismi di catalisi
La β-glucuronidasi umana è omologa all'enzima β-galattosidasi di Escherichia coli. 
Questa relazione omologa, insieme con la conoscenza che le glicosidasi eseguono spesso un'idrolisi catalizzata da due residui acidi, ha permesso lo sviluppo di una ipotesi meccanicistica. Secondo questa ipotesi i due residui di acido glutammico Glu540 e Glu451 sono i residui nucleofili e acidi, rispettivamente, e il residuo di tirosina Tyr504 verrebbe anch'esso coinvolto nella catalisi.

A sostegno di questa ipotesi, mutazioni indotte sperimentalmente su uno qualsiasi di questi tre residui comportano importante diminuzione dell'attività enzimatica. Al contrario l'aumento dell'attività di un enzima mutante E451A (dove Glu451 viene sostituito con un residuo di alanina) dopo l'aggiunta di azide è coerente con il fatto che Glu451 rappresenta il residuo acido/base. 
Ulteriori studi eseguiti ricorrendo all'analisi di peptidi marcati di β-glucuronidasi, dopo idrolisi di un substrato che entra in una fase intermedia molto stabile, hanno permesso ai ricercatori di determinare che Glu540 è il residuo nucleofilo.
Anche se il particolare tipo di sostituzione nucleofila impiegato dalla β-glucuronidasi non è ancora chiaro, evidenze inerenti ai meccanismi utilizzati dai loro omologhi della famiglia delle glicosidasi suggeriscono che queste reazioni siano qualitativamente reazioni SN2.

Le reazioni procedono attraverso uno stato di transizione con caratteristici carbocationi. Inizialmente, questi meccanismi, a causa di questo carbocatione caratteristico dello stato di transizione, si pensava fossero reazioni SN1 che procedevano attraverso un discreto "ione carbonio" intermedio.
Tuttavia, evidenze più recenti suggeriscono che questi stati di carbocatione abbiano una durata variabile dai 10 femtosecondi agli 0.1 nanosecondi (simile a quella di un periodo di vibrazione di legame).
Queste vite sono temporalmente troppo brevi per dare luogo a un intermedio di reazione. Ne consegue, da questa evidenze, che queste reazioni, pur avendo un aspetto SN1 causa della presenza caratteristica del carbocatione dei loro stati di transizione, debbano essere qualitativamente reazioni SN2.
L'attività specifica di Tyr504 nel meccanismo catalitico è invece chiara. Raffrontando i dati strutturali dell'enzima omologo xilanasi, è stato suggerito che Tyr504 della β-glucuronidasi potrebbe stabilizzare il nucleofilo (Glu540) o modularne l'attività.
In aggiunta a questi residui, un residuo conservato di asparagina (denominato Asn450) è stato suggerito che eserciti un'azione di stabilizzazione del substrato grazie alla presenza di un legame idrogeno al gruppo 2-idrossilico del substrato zucchero.

## Sindrome di Sly
La carenza di β-glucuronidasi comporta la malattia metabolica ereditaria, non recessiva, nota come sindrome di Sly o Mucopolisaccaridosi VII.
Una carenza di questo enzima provoca l'accumulo di mucopolisaccaridi non idrolizzati nell'organismo del paziente. Questa malattia può essere estremamente debilitante per il paziente o può causare idrope fetale prima della nascita. Nei pazienti che sopravvivono è possibile osservare ritardo mentale, bassa statura, caratteristiche facciali grossolane, anormalità spinali, epatomegalia e splenomegalia. Questa malattia è stata riscontrata anche in un ceppo di topi così come in una famiglia di cani. Più recentemente i ricercatori hanno scoperto una famiglia felina che presenta anch'essa carenze dell'attività β-glucuronidasi.

La fonte di questa riduzione di attività è stata identificata come una mutazione E351K (Glu351 è mutato ad un residuo di lisina). Glu351 è conservata nei mammiferi, la qual cosa suggerisce una funzione importante per questo residuo. Un esame a raggi X della struttura cristallina umana suggerisce che questo residuo (Glu352 nell'enzima umano), che è sepolto in profondità all'interno del dominio barile TIM, può essere importante per la stabilizzazione della struttura terziaria dell'enzima.

Nella struttura cristallina, sembra che Arg216, un membro del dominio "jelly roll" della proteina, formi un ponte salino con Glu352. Pertanto, Glu352 è probabilmente coinvolta nello stabilizzare l'interazione tra due differenti domini tridimensionali dell'enzima.

## Applicazioni molecolari: uso come gene reporter
In biologia molecolare, la β-glucuronidasi è utilizzata come gene reporter per monitorare l'espressione genica in cellule di mammiferi e vegetali. Il monitoraggio dell'attività della β-glucuronidasi attraverso l'uso di un saggio GUS permette di determinare l'espressione spaziale e temporale del gene in questione.
Immagini grafiche molecolari sono state prodotte utilizzando il pacchetto UCSF Chimera dal dipartimento risorse per Biocomputing, Visualizzazione e Informatica presso l'Università della California, San Francisco. 